# Університети Японії

## Класифікація
За статусом
- Державні університети (国立大学)
- Громадські університети (公立大学)
  - Префектурні університети (県立大学)
  - Міські університети (市立大学)
- Приватні університети (私立大学)

За типом
- Коледжі (短期大学)

## Державні
Поділяються на 5 університетських районів: Північний (Хоккайдо-Тохоку), Східний (Канто-Косінецу), Центральний (Токай-Хокуріку-Кінкі), Західний (Тюґоку-Сікоку) і Південний (Кюсю-Рюкю).

### Північ
| Назва                                  | Японська       | Місцезнаходження   | Статус    |
| -------------------------------------- | -------------- | ------------------ | --------- |
| Хоккайдоський університет              | 北海道大学     | Саппоро            | державний |
| Хоккайдоський педагогічний університет | 北海道教育大学 | Саппоро            | державний |
| Муроранський технічний університет     | 室蘭工業大学   | Муроран            | державний |
| Отаруський комерційний університет     | 小樽商科大学   | Отару              | державний |
| Обіхіроський університет тваринництва  | 帯広畜産大学   | Обіхіро            | державний |
| Асахікавський медичний університет     | 旭川医科大学   | Асахікава          | державний |
| Кітамівський технічний університет     | 北見工業大学   | Кітамі             | державний |
| Хіросацький університет                | 弘前大学       | Хіросакі, Аоморі   | державний |
| Іватський університет                  | 岩手大学       | Моріока, Івате     | державний |
| Тохокуський університет                | 東北大学       | Сендай, Міяґі      | державний |
| Міяґівський педагогічний університет   | 宮城教育大学   | Сендай, Міяґі      | державний |
| Акітський університет                  | 秋田大学       | Акіта, Акіта       | державний |
| Ямаґатський університет                | 山形大学       | Ямаґата, Ямаґата   | державний |
| Фукусімський університет               | 福島大学       | Фукусіма, Фукусіма | державний |

### Схід
| Назва                                          | Японська           | Місцезнаходження   | Статус    |
| ---------------------------------------------- | ------------------ | ------------------ | --------- |
| Ібарацький університет                         | 茨城大学           | Міто, Ібаракі      | державний |
| Цукубський університет                         | 筑波大学           | Цукуба, Ібаракі    | державний |
| Уцуномійський університет                      | 宇都宮大学         | Уцуномія, Тотіґі   | державний |
| Ґуммівський університет                        | 群馬大学           | Маебасі, Ґумма     | державний |
| Сайтамський університет                        | 埼玉大学           | Сайтама            | державний |
| Тібський університет                           | 千葉大学           | Тіба, Тіба         | державний |
| Токійський університет                         | 東京大学           | Бункьо, Токіо      | державний |
| Токійський медично-стоматологічний університет | 東京医科歯科大学   | Бункьо, Токіо      | державний |
| Токійський університет іноземних мов           | 東京外国語大学     | Футю, Токіо        | державний |
| Токійський університет вільних мистецтв        | 東京学芸大学       | Коґаней, Токіо     | державний |
| Токійський аграрно-технічний університет       | 東京農工大学       | Футю, Токіо        | державний |
| Токійський університет мистецтв                | 東京芸術大学       | Тайто, Токіо       | державний |
| Токійський технічний університет               | 東京工業大学       | Меґуро, Токіо      | державний |
| Токійський океанографічний університет         | 東京海洋大学       | Меґуро, Токіо      | державний |
| Жіночий університет Отяномідзу                 | お茶の水女子大学   | Бункьо, Токіо      | державний |
| Університет електрокомунікацій                 | 電気通信大学       | Тьофу, Токіо       | державний |
| Університет Хітоцубасі                         | 一橋大学           | Кунітаті, Токіо    | державний |
| Йокогамський державний університет             | 横浜国立大学       | Йокогама, Канаґава | державний |
| Ніїґатський університет                        | 新潟大学           | Ніїґата, Ніїґата   | державний |
| Наґаоцький технологічний університет           | 長岡技術科学大学   | Наґаока, Ніїґата   | державний |
| Дзьоецуський педагогічний університет          | 上越教育大学       | Дзьоецу, Ніїґата   | державний |
| Яманаський університет                         | 山梨大学           | Кофу, Яманасі      | державний |
| Університет Сінсю                              | 信州大学           | Мацумото, Наґано   | державний |
| Університет дослідження планування             | 政策研究大学院大学 | Мінато, Токіо      | державний |
| Університет перспективних досліджень           | 総合研究大学院大学 | Хаяма, Канаґава    | державний |

### Центр
| Назва                                        | Японська                   | Місцезнаходження   | Статус    |
| -------------------------------------------- | -------------------------- | ------------------ | --------- |
| Тоямський університет                        | 富山大学                   | Тояма, Тояма       | державний |
| Канадзавський університет                    | 金沢大学                   | Канадзава, Ісікава | державний |
| Фукуйський університет                       | 福井大学                   | Фукуй, Фукуй       | державний |
| Ґіфуський університет                        | 岐阜大学                   | Ґіфу, Ґіфу         | державний |
| Сідзуоцький університет                      | 静岡大学                   | Сідзуока, Сідзуока | державний |
| Хамамацуський медичний університет           | 浜松医科大学               | Хамамацу, Сідзуока | державний |
| Наґойський університет                       | 名古屋大学                 | Айті, Наґоя        | державний |
| Айчівський педагогічний університет          | 愛知教育大学               | Айті, Наґоя        | державний |
| Наґойський технічний університет             | 名古屋工業大学             | Айті, Наґоя        | державний |
| Тойохасівський технологічний університет     | 豊橋技術科学大学           | Тойохасі, Айті     | державний |
| Мієський університет                         | 三重大学                   | Цу, Міє            | державний |
| Сіґський університет                         | 滋賀大学                   | Оцу, Сіґа          | державний |
| Сіґський медичний університет                | 滋賀医科大学               | Оцу, Сіґа          | державний |
| Кіотський університет                        | 京都大学                   | Кіото, Кіото       | державний |
| Кіотський педагогічний університет           | 京都教育大学               | Кіото, Кіото       | державний |
| Кіотський технічно-текстильний університет   | 京都工芸繊維大学           | Кіото, Кіото       | державний |
| Осацький університет                         | 大阪大学                   | Осака, Осака       | державний |
| Осацький університет іноземних мов           | 大阪外国語大学             | Осака, Осака       | державний |
| Осацький педагогічний університет            | 大阪教育大学               | Осака, Осака       | державний |
| Хьоґоський педагогічний університет          | 兵庫教育大学               | Кобе, Хьоґо        | державний |
| Кобський університет                         | 神戸大学                   | Кобе, Хьоґо        | державний |
| Нарський педагогічний університет            | 奈良教育大学               | Нара, Нара         | державний |
| Нарський жіночий університет                 | 奈良女子大学               | Нара, Нара         | державний |
| Вакаямський університет                      | 和歌山大学                 | Вакаяма, Вакаяма   | державний |
| Північноземний науково-технічний університет | 北陸先端科学技術大学院大学 | Номі, Ісікава      | державний |
| Нарський науково-технічний університет       | 奈良先端科学技術大学院大学 | Нара, Нара         | державний |

### Захід і Південь
| Назва                    | Японська | Місцезнаходження          | Статус    |
| ------------------------ | -------- | ------------------------- | --------- |
| Хіросімський університет | 広島大学 | Хіґасі-Хіросіма, Хіросіма | державний |
| Кюсюський університет    | 九州大学 | Фукуока, Фукуока          | державний |

鹿児島大学 	鹿屋体育大学 	琉球大学

## Приватні
Нижче наведений неповний перелік приватних вишів Японії.
- Софійський університет (Японія)
- Токійський економічний університет
- Токійський університет сільського господарства і технологій
- Університет Васеда
- Університет Досіся
- Університет Кейо
- Університет мистецтв Мусасіно
- Університет Ніхон
- Університет Ріккіо
- Університет Ріссьо
- Університет Ріцумейкан
- Університет Хітоцубасі
- Університет Хосей
- Університет Цуда
- Японський університет соціальної роботи